# Thomas Köhler
Thomas Köhler   (Zwickau, 25 de juny de 1940) és un corredor de luge alemany, ja retirat, que va competir sota bandera de la República Democràtica Alemanya durant la dècada de 1960.
El 1964 va prendre part en els Jocs Olímpics d'Hivern d'Innsbruck, on va disputar les dues proves del programa de luge. Guanyà la medalla d'or en la prova individual, mentre en la prova per parelles abandonà. Quatre anys més tard, als Jocs de Grenoble, junt a Klaus Bonsack guanyà la medalla d'or en la prova per parelles, i la de plata en la prova individual.
En el seu palmarès també destaquen tres medalles d'or i una de plata al Campionat del món de luge.